# Csiisza na mahó
A Csiisza na mahó (小さな魔法; Hepburn: Chiisa na mahō, ’Kis varázslat’) a Stereopony japán együttes nyolcadik kislemeze, amely 2010. december 8-án jelent meg a Sony gondozásában. A lemez címadó dala a Tegami Bacsi Reverse anime-sorozat nyitódala volt az első epizódtól a tizenharmadikig. A korong a 23. helyezést érte el az Oricon heti eladási listáján.

## Számlista
Normál kiadás (SRCL-7432)
1. Csiisza na mahó (小さな魔法?, ’Kis varázslat’)
2. Everything OK!!!
3. It’s a Wild World
4. Csiisza na mahó (Instrumental) (小さな魔法?)
5. Csiisza na mahó (Opening Edition) (小さな魔法?) [Tegami Bacsi Reverse limitált kiadás (SRCL-7433)]

Limitált kiadás DVD (SRCL-7431)
1. Over Drive videóklip